# Frank L. Smith

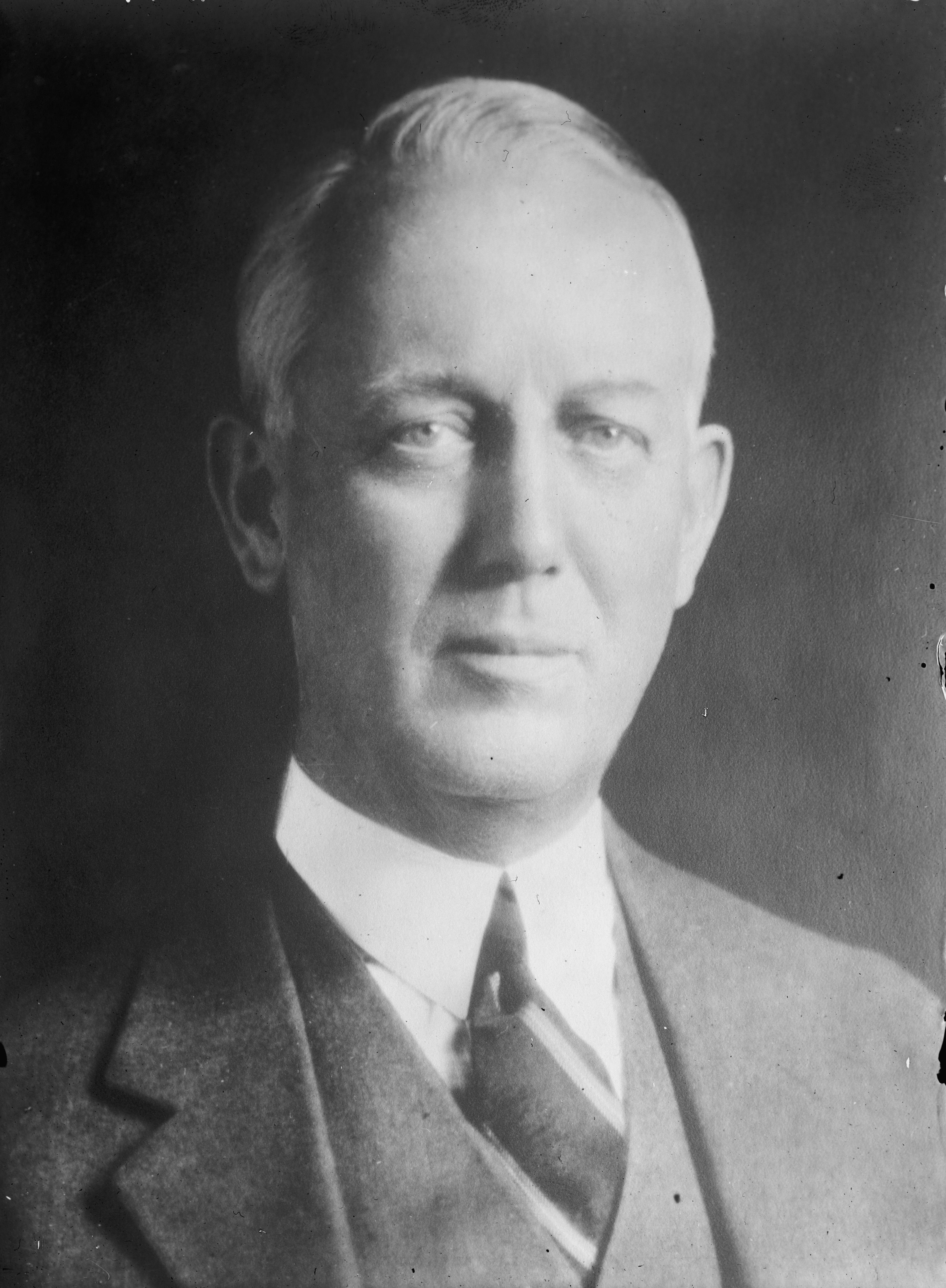
Frank L. Smith

Frank Leslie Smith (* 24. November 1867 in Dwight, Livingston County, Illinois; † 30. August 1950 ebenda) war ein US-amerikanischer Politiker. Zwischen 1919 und 1921 vertrat er den Bundesstaat Illinois im US-Repräsentantenhaus.

## Leben
Frank Smith besuchte die öffentlichen Schulen seiner Heimat. Später arbeitete er im Bankengewerbe, dem Immobiliengeschäft, der Versicherungsbranche und der Landwirtschaft. Politisch schloss er sich der Republikanischen Partei an. Im Jahr 1894 war er bei seiner Heimatgemeinde Dwight als Village Clerk tätig; 1904 bewarb er sich erfolglos um das Amt des Vizegouverneurs von Illinois. In den Jahren 1905 und 1906 arbeitete er für die Finanzbehörde.
Bei den Kongresswahlen des Jahres 1918 wurde Smith im 17. Wahlbezirk von Illinois in das US-Repräsentantenhaus in Washington, D.C. gewählt, wo er am 4. März 1919 die Nachfolge des zwischenzeitlich verstorbenen John Allen Sterling antrat. Da er im Jahr 1920 auf eine weitere Kandidatur verzichtete, konnte er bis zum 3. März 1921 nur eine Legislaturperiode im Kongress absolvieren. In den Jahren 1919 und 1920 wurden der 18. und der 19. Verfassungszusatz ratifiziert. Dabei ging es um das Verbot des Handels mit alkoholischen Getränken bzw. um die bundesweite Einführung des Frauenwahlrechts.
1920 bewarb sich Smith erfolglos um die Nominierung seiner Partei für die Wahlen zum US-Senat. Danach nahm er seine früheren Tätigkeiten wieder auf. Außerdem war er zwischen 1920 und 1926 Vorsitzender der Handelskommission seines Staates (Illinois Commerce Commission). Im Jahr 1926 wurde Smith von Gouverneur Len Small zum Nachfolger des verstorbenen US-Senators William B. McKinley ernannt. Diese Ernennung wurde vom Senat nicht anerkannt, weil Frank Smith, der sich zum Zeitpunkt seiner Ernennung bereits im Wahlkampf für die regulären Senatswahlen des Jahres 1926 befand, gegen die Wahlkampfbestimmungen verstoßen hatte. Dabei wurden ihm Betrug und Korruption vorgeworfen. Nachdem er die regulären Wahlen des Jahres 1926 gewonnen hatte, hätte er am 4. März 1927 in den Kongress einziehen können. Dort verweigerte man ihm aber aus den gleichen Gründen seine Zulassung. Somit blieb das Mandat vorläufig vakant. Es wurde erst im Jahr 1928 mit Otis F. Glenn neu besetzt.
Im Jahr 1930 kandidierte Frank Smith erfolglos für seine Rückkehr in das US-Repräsentantenhaus. Zwei Jahre später wurde er Mitglied im Republican National Committee. Ansonsten setzte er seine früheren Tätigkeiten weiterhin fort. Außerdem wurde er Vorstandsvorsitzender der First National Bank of Dwight. Er starb am 30. August 1950 in Dwight, wo er auch beigesetzt wurde.